# Battalions of Fear
 (срп. "батаљони страха") је први албум немачког пауер метал бенда Блајнд гардијан. Издат је 1988. године и значајно је инспирисан музиком Хеловина. Албум је музички типично спид метал остварење, са дашком треш метала. На овом албуму недостају многи стилски додаци који ће обележавати музику бенда у каснијим годинама. Са новим мастером и новим миксовањем, албум је поново издат 15. јуна 2007. године са првим демо снимком бенда (који се у то време звао Луциферс херитеџ), Symphonies of Doom, који је додат као бонус-песме. 

## Списак песама
1. "" – 7:28
2. "" – 5:09
3. "" – 1:41
4. "" – 3:48
5. "" – 3:33
6. "" – 6:14
7. "" – 6:06
8. "" – 2:52

- бонус песма

1. "Gandalf's Rebirth" – 2:10

- бонус песме са реиздања из 2007.

1. " – 2:41
2. "" (демо верзија) – 3:22
3. "" (демо верзија) – 4:36
4. "" (демо верзија) – 4:08
5. "" (демо верзија) – 3:33

Напомена: песма "Gandalf's Rebirth" је на реиздању из 2007. године наведена као бонус песма, али на је оригиналном албуму је била стандардна песма.

## Састав

### Бенд
- Ханси Кирш – вокал и бас гитара
- Андре Олбрих – соло-гитара и пратећи вокал
- Маркус Зипен – ритам-гитара и пратећи вокал
- Томен Штаух – бубњеви

### Сарадници
- ван Веј дизајн – израда омота
- Кале Трап - снимање, миксовање и продуцирање